# Forest Grove (Oregon)
Forest Grove ist eine Stadt im Washington County, US-Bundesstaat Oregon. Sie liegt im innerhalb des Willamette Valley und ist Teil der Metropolregion Portland (Metropolitan Statistical Area Portland-Vancouver-Hillsboro). Das U.S. Census Bureau hat bei der Volkszählung 2020 eine Einwohnerzahl von 26.225 ermittelt.

## Geschichte
Bevor in den 1840er Jahren europäischstämmige Amerikaner die Gegend besiedelten, lebte der Indianer-Stamm der Kalapuya auf den Tualatin Plains im heutigen Forest Grove. 1841 gehörten Alvin T. und Abigail Smith zu den ersten, die den Oregon Trail benutzten und sich auf dem Gebiet niederließen, das zunächst als West Tualatin Plain bekannt war. Sie überwinterten mit Henry Harmon Spalding und kamen im Herbst im heutigen Forest Grove an. Mit der Absicht, als Missionare zu arbeiten, allerdings waren die meisten Eingeborenen schon den europäischen Krankheiten erlegen. Smith diente ab dem 1. Februar 1850 als erster Postmeister der Gemeinde, und seine Blockhütte diente als Postamt.
Laut Oregon Geographic Names wurde der Name Forest Grove am 10. Januar 1851 bei einem Treffen der Kuratoren der Tualatin Academy (später bekannt als Pacific University) gewählt. Der Name bezog sich auf einen Hain von Eichen, die noch heute auf dem heutigen Campus der Universität stehen. 1872 wurde sie als Stadt eingemeindet. 1908 erhielt sie eine Eisenbahnverbindung.

## Demografie
Nach der Schätzung von 2019 leben in Forest Grove 25.553 Menschen. Die Bevölkerung teilte sich im selben Jahr auf in 82,3 % Weiße, 0,6 % Afroamerikaner, 0,3 % amerikanische Ureinwohner, 2,8 % Asiaten, 6,6 % mit zwei oder mehr Ethnizitäten. Hispanics oder Latinos aller Ethnien machten 23,1 % der Bevölkerung von Forest Grove aus. Das mittlere Haushaltseinkommen lag bei 64.172 US-Dollar und die Armutsquote bei 10,6 %.
| Jahr | Einwohner¹ |
| ---- | ---------- |
| 1950 | 4.343      |
| 1960 | 5.628      |
| 1970 | 8.275      |
| 1980 | 11.499     |
| 1990 | 13.559     |
| 2000 | 17.708     |
| 2010 | 21.083     |
| 2020 | 26.225     |

¹ 1950 – 2020: Volkszählungsergebnisse

## Bildung
Forest Grove ist der Standort der Pacific University, einer 1849 gegründeten Privatuniversität.